# Lãi góp
Lãi đóng góp là phần chênh lệch giữa doanh thu và biến phí của sản phẩm và dịch vụ. Đây là khoản thu nhập của doanh nghiệp dùng để bù đắp định phí và tạo ra lợi nhuận thuần.
Ví dụ:
- Doanh thu: 18 triệu đồng
- Biến phí: 12 triệu đồng
- Lãi đóng góp = Doanh thu - Biến phi = 6 triệu đồng

Việc sử dụng lãi đóng góp có nhiều lợi điểm. Người quản trị có thể dựa vào lãi đóng góp để xác định giá bán dưới mức giá trung bình hoặc mức dừng lỗ khi hoạt động sản xuất và kinh doanh không còn đủ bù đắp định phí.
Ví dụ:
- Doanh thu: 18 triệu đồng
- Lãi ròng: - 2 triệu đồng (lỗ 2 triệu đồng)
- Định phí: 8 triệu đồng

Khi xác định ở mức lỗ này công ty nên tiếp tục sản xuất hay ngưng, cách tính lãi gộp sẽ cho thấy một bức tranh rõ hơn để quyết định.
- Biến phí: 10 triệu đồng (Lãi ròng + định phí = 8 triệu đồng + 2 triệu đồng = 10 triệu đồng)
- Lãi đóng góp = Doanh thu - Biến phí = 18 triệu đồng -10 triệu đồng = 8 triệu đồng

Như vậy, khi tiếp tục sản xuất, mặc dù lỗ nhưng phần lãi đóng góp tạo ra vẫn còn để bù đắp phần định phí. Sẽ tốt hơn nếu công ty tiếp tục sản xuất.
Tuy nhiên, báo cáo về lãi đóng góp hiện chỉ được sử dụng trong quản trị nội bộ chứ không được dùng cho báo cáo thuế, báo cáo thường niên hay các báo cáo ra bên ngoài phạm vi công ty khác.